# Tycho (musicista)
Tycho, pseudonimo di Scott Hansen (San Francisco, 1977), è un musicista e compositore statunitense.
È anche noto come ISO50 per i suoi lavori di fotografia e grafica.

## Biografia
Nel 2004,  Hansen pubblica il suo primo album, intitolato "Sunrise Projector", per Gammaphone Records. Questo album viene poi ripubblicato dalla Merck Records nel 2006 con il titolo "Past is Prologue".
Nel 2011 pubblica l'album "Dive", che viene accolto positivamente dalla critica. Il disco, frutto di cinque anni di registrazioni, segna anche l'inizio della collaborazione con l'etichetta Ghostly International. Durante il tour che segue questo album Hansen comincia per la prima volta a lavorare con una vera e propria band.
Nel 2014 esce il quarto progetto discografico di Hansen, Awake, che introduce per la prima volta la presenza di una band in studio e viene caratterizzato da una scrittura più matura. Il disco, acclamato dalla critica, viene presentato con un tour mondiale.
Nel 2016 pubblica un nuovo album, intitolato "Epoch", che riprende il precedente "Awake" in termini di scrittura e suono. Il disco viene nominato ai 2017 Grammy Awards come miglior album nella categoria Dance/Elettronica. Acclamato positivamente dalla critica, il disco esce nuovamente per Ghostly International e consacra definitivamente il progetto Tycho come uno dei migliori nel panorama elettronico e chillout.
Il 14 maggio 2019 annuncia che il sesto album, Weather, sarebbe stato pubblicato il 12 luglio. L'album segna una svolta nella carriera musicale di Hansen: per la prima volta, infatti, le sue canzoni verranno accompagnate da una voce, quella della cantante Hannah Cottrell, conosciuta come Saint Sinner. È inoltre il suo primo album pubblicato dall'etichetta discografica Ninja Tune.

## Stile musicale
Tycho si distingue per i paesaggi sonori che evoca e le trame di melodie che costruisce con i suoi sintetizzatori. La sua musica richiama ambient, chillout e soundesign. A partire dall'album "Awake" il musicista statunitense si avvale di una band volgendo verso arrangiamenti più sicuri e maturi che tendono alla musica post-rock.
Tycho oltre ad essere musicista è anche designer e fotografo sotto lo pseudonimo di "ISO50", attività che ha sempre accompagnato la musica dello statunitense, il quale cura personalmente artwork, grafica e video del suo progetto.

## Discografia

### Album
- Sunrise Projector (2004, Gammaphone Records)
- Past is Prologue (2006, Merck Records)
- Dive (2011, Ghostly International)
- Awake (2014, Ghostly International)
- Epoch (2016, Ghostly International)
- Weather (2019, Ninja Tune)
- Simulcast (2020, Ninja Tune)
- Infinite Health (2024)

### EP
- The Science of Patterns (2002/2007, independent/Gammaphone re-release)

### Singoli
- "Past is Prologue" 12" sampler (2006, Merck Records)[1]
- "Adrift/From Home" (2008, Ghostly International)
- "The Daydream/The Disconnect" (2008, Ghostly International)
- "Coastal Brake" (2009, Ghostly International)
- "Hours" (2011, Ghostly International)
- "Dive (Radio Edit)" (2011, Ghostly International)
- "Dive" (2012, Ghostly International)
- "Awake" (2013, Ghostly International)
- "Montana" (2014, Ghostly International)
- "Spectre (2014, Ghostly International)
- "See" (2014, Ghostly International)
- ”Jetty” (2018, Ghostly International)
- "Easy" (2019, Ninja Tune)
- "Pink & Blue (feat. Saint Sinner)" (2019, Ninja Tune)

- Little Dragon - "Little Man" (Tycho Remix)[2]